# Stubal (Blace)
Stubal (en serbe cyrillique : Стубал) est un village de Serbie situé dans la municipalité de Blace, district de Toplica. Au recensement de 2011, il comptait 362 habitants.

## Démographie
| 1948 | 1953 | 1961 | 1971 | 1981 | 1991 | 2002 | 2011 |
| ---- | ---- | ---- | ---- | ---- | ---- | ---- | ---- |
| 558  | 544  | 505  | 490  | 470  | 467  | 396  | 362  |

|  |